# Колесо Телеги (галактика)

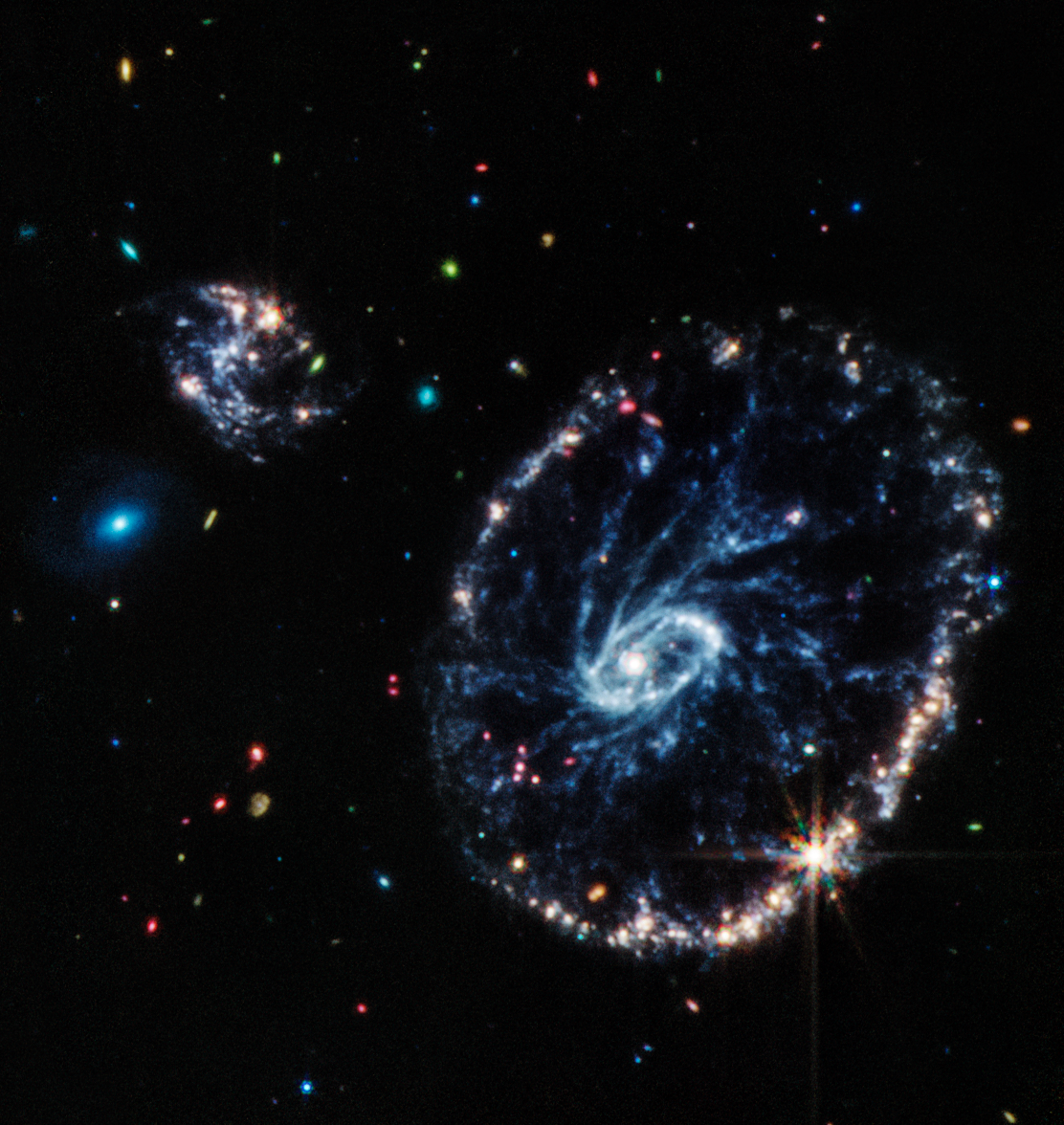
Колесо телеги, снятое телескопом Джеймс Уэбб

Колесо Телеги (англ. Cartwheel Galaxy), также известная как ESO 350-40 и PGC 2248, — линзовидная и кольцеобразная галактика, лежащая на расстоянии около 500 млн световых лет от Земли в созвездии Скульптора. Её предполагаемый диаметр 150 000 световых лет (что намного больше, чем размер Млечного Пути, то есть наша Галактика могла бы полностью поместиться внутри неё), а масса около 2,9–4,8 × 109 солнечных масс. Она вращается со скоростью 217 км/с.
Сравнение изображений полученных космическими телескопами Хаббл и Джеймс Уэбб
Галактику открыл Фриц Цвикки в 1941 году. После её открытия Цвикки считал её «одной из самых сложных структур, ожидающих объяснения на основе звёздной динамики».

## Структура

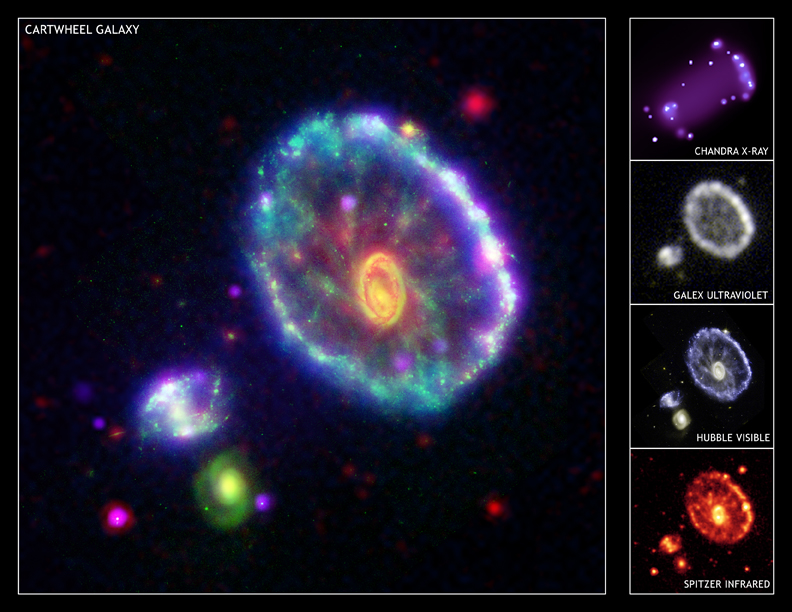
Галактика Колесо Телеги в различных цветах спектра (рентгеновском, ультрафиолетовом, видимом и инфракрасном). Изображение сочетает в себе данные четырёх различных космических обсерваторий: рентгеновская обсерватория Чандра (фиолетовый), ультрафиолетовый телескоп GALEX (синий), космический телескоп Хаббл (видимый/зелёный), а также космического телескопа Spitzer (инфракрасное излучение/красный). Изображение 160 угл.сек в поперечнике, созвездие Скульптор. Фото: NASA/JPL/Caltech/ P.Appleton и др. Рентгеновская: NASA/CXC/A.Wolter&G.Trinchieri и др.

В галактике обнаружены нетермические источники радиоизлучения, которые расположены подобно спицам колеса. Их расположение не совпадает с расположением подобных «спиц», видимых в оптическом диапазоне.

## Эволюция
Галактика Колесо Телеги когда-то была обычной спиральной галактикой, прежде чем она, по-видимому, подверглась лобовому столкновению со своей меньшей галактикой-спутником около 200 миллионов лет назад. Когда соседняя галактика прошла сквозь галактику Колесо Телеги, сила столкновения вызвала мощную ударную волну по всей галактике, как камень, брошенный о песчаное дно. Двигаясь на высокой скорости (320 000 км/ч), ударная волна подняла вверх газ и пыль, создавая новые области звездообразования вокруг центральной части галактики, которая была невредима. Этот процесс объясняет появление синеватого кольца вокруг центральной яркой части. Кольцо содержит как минимум несколько миллиардов новых звёзд, которые не могли бы быть созданы обычным способом за столь короткое время.
В настоящее время можно видеть, что галактика начинает возвращать форму нормальной спиральной галактики, с рукавами, распространяющимися от центрального ядра.

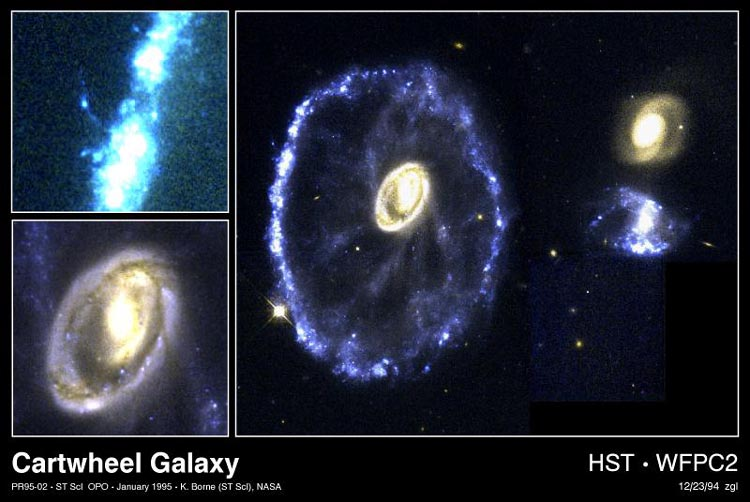
Впечатляющее лобовое столкновение двух галактик показано на фотографии в истинном цвете от космического телескопа Хаббл (НАСА). Жёлто-красные оттенки ядра означают, что в этой области содержится большое количество пыли и, следовательно, там проходит активное звездообразование. Маленькие яркие точки представляют собой гигантские молодые звёздные скопления

В качестве альтернативы, существует модель, основанная на гравитационной неустойчивости Джинса двух осесимметричной (радиальной) и неосесимметричной (спирали) гравитационных возмущений малой амплитуды, что позволяет найти связь между растущими сгустками материи и гравитационно нестабильными осесимметричными и неосесимметричными волнами звёздообразования, которые принимают вид центрального кольца и спиц.
Учёные, изучая эту галактику, недавно открыли гигантские газовые структуры, головная часть которых составляет в поперечнике несколько сотен световых лет, а длина которых составляет тысячи световых лет. Эти быстро движущиеся плотные облака голубого цвета имеют кометообразную форму и расположены преимущественно вдоль верхней границы её ядра. Их форма, похожая на волну от лодки, которая создана при движении плотных облаков в более разреженной среде.

## Рентгеновские источники
Звездообразование через столкновение, приводит к образованию больших и очень ярких звёзд. Когда массивные звёзды взрываются как сверхновые, они оставляют после себя нейтронную звезду или даже чёрную дыру. Некоторые из этих нейтронных звёзд и чёрных дыр являются близкими звёздами-компаньонами, и становятся мощными источниками рентгеновского излучения, поскольку они аккрецируют на себя значительное количество вещества от своих компаньонов (также известные как ультра- и гиперяркие рентгеновские источники). Наиболее яркие рентгеновские источники являются, вероятно, чёрными дырами со звёздами-компаньонами, и проявляются в виде белых точек, которые лежат вдоль обода рентгеновского изображения. Обод галактики представляет собой гигантскую кольцевидную структуру диаметром более 100 тысяч световых лет, состоящую из областей звездообразования, в которых находятся очень яркие и очень массивные звёзды. Галактика Колесо Телеги содержит исключительно большое количество таких чёрных дыр в двойных рентгеновских источниках, поскольку многие массивные звёзды образуются в кольце.